# Лакорн
Лако́рн или лакхо́н (тайск. ละคร) — тайские телесериалы, преимущественно, мыльные оперы. Большинство из них снимаются по мотивам какого-либо романа. Актёры, снимающиеся в лакорнах, называются дара (тайск. ดารา).
В среднем лакорн идёт около трёх месяцев. Каждую неделю выходят две или три серии. На одном канале могут выходить по три лакорна в один период времени. Каждый сериал имеет законченную сюжетную линию, приём клиффхэнгер, как правило, не используется.
Сериалы, которым присуждается наивысший ранг, показываются поздним вечером после новостей, а те, у которых он пониже — в период с 17 до 19 часов.